# La Fenêtre (film, 2008)
Pour les articles homonymes, voir La Fenêtre.
Pour plus de détails, voir Fiche technique et Distribution.
La Fenêtre (La ventana) est un film argentin réalisé par Carlos Sorín, sorti en 2008.

## Synopsis
Les ultimes heures d'un patriarche écrivain, atteint d'une affection cardiaque. Dans la hacienda San Juan, cloué au lit, Antonio Romero, quatre-vingts ans, attend le retour d'Europe du fils prodigue, un pianiste de réputation internationale. La gouvernante et la bonne remettent de l'ordre dans la maison, l'accordeur répare le piano tandis qu'Antonio brave les proscriptions, se lève pour voir une fois encore l'immense paysage de la Patagonie... 

## Fiche technique
- Titre : La Fenêtre
- Titre original : La ventana
- Réalisation et scénario : Carlos Sorín
- Photographie : Julián Apezteguia - Couleur
- Musique : Nicolas Sorín
- Son : José Luis Díaz
- Montage : Mohamed Rajid
- Décors : Rafael Neville
- Costumes : Betina Andreose
- Genre : Film dramatique
- Durée : 74 minutes
- Pays :  Argentine
- Distribution :  France : CTV International
- Dates de sortie : 
  -  Canada : 7 septembre 2008 (Festival de Toronto)
  -  France : 3 juin 2009[1]
  -  Belgique : 5 août 2009

## Distribution
- Antonio Larreta : Antonio Romero
- María del Carmen Jimenez : María del Carmen, la gouvernante
- Emilse Suárez Roldán : Emilse
- Marina Glezer : Ana
- Luis Luque : Farina
- Arturo Goetz : le médecin
- Roberto Rovira : l'accordeur
- Jorge Díez : Pablo Romero
- Carla Peterson : Claudia

## Distinctions
- Festival international du film de Valladolid :
  - Prix FIPRESCI
  - Nommé au Golden Spike

## Commentaire
Carlos Sorin affirme que La ventana est, de tous ses films, son préféré. Il évoque sa propre histoire et, à travers celle-ci, le souvenir des Fraises sauvages d'Ingmar Bergman, avec la présence obsédante du tic-tac des horloges, de la réminiscence... et l'émerveillement définitif face à la magie de l'élément naturel. « Le retour à l'enfance au crépuscule de la vie, quand la tendresse est loin, la solitude de la fin irrémédiable. »